# Santiago Güell y López

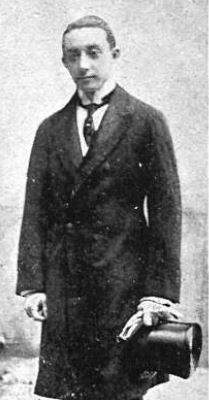
Santiago Güell y López en 1910

Santiago Güell y López (San Sebastián 1883 - Garraf 1954) fue un industrial y político español, hijo de Eusebio Güell y Bacigalupi y hermano de Eusebio Güell y López. En 1911 el rey Alfonso XII le otorgó el título de barón de Güell.
A pesar de ser cercano a la Liga Regionalista, en 1918 fue uno de los promotores de la Federación Monárquica Autonomista, con la que fue elegido diputado por el distrito de Arenys de Mar en las elecciones generales de 1920 y 1923.
Posteriormente dejó la política. Fue presidente del Comité Olímpico Español entre 1924 y 1926 y de los II Juegos del Mediterráneo, celebrados en Barcelona en 1955 y que no pudo ver terminar.